# Bordei sărac
Bordei sărac este o poezie scrisă de George Coșbuc, nepublicată în volum, apărută în 1906.

## Legături externe
- Poezia Bordei sărac la wikisursă